# Physaria vicina
Physaria vicina är en korsblommig växtart som först beskrevs av J.L. Anderson,reveal och Reed Clark Rollins, och fick sitt nu gällande namn av O'kane och Al-shehbaz. Physaria vicina ingår i släktet Physaria och familjen korsblommiga växter. Inga underarter finns listade i Catalogue of Life.